# Bauersleut' im Künstlerhaus
Bauersleut' im Künstlerhaus  är en sång med musik av Johann Strauss den yngre och text av Ludwig Anzengruber. Datum och plats för första framförandet är okänt.

## Historia
Den 10 januari 1889 stod det att läsa i tidningen Wiener Tagblatt: "Johann Strauss har i nyårsnumret av Lausers 'Allgemeine Kunst-Chronik' publicerat en symfonisk dikt till dikten 'Bauerslaut' im Künstlerhaus' skriven av Ludwig Anzengruber, vilken också är återgiven i nyårsnumret av 'Allgemeine Kunst-Chronik' och utsmyckad med en stilfull illustration av T.v. Rybkovski". Notisen var oväntad emedan Strauss vid den tiden var fullt upptagen med att komponera sin opera Ritter Pásmán och nyheter om operans framsteg upptog den mesta uppmärksamhet hos wiens musikälskare.
Bauersleut' im Künstlerhaus, något pretentiöst beskriven som "symfonisk dikt", var den första av två små improvisationer av Strauss till dikter av den populära österrikiske dramatikern Ludwig Anzengruber som tidskriften Allgemeine Kunst-Chronik skulle komma att publicera (den andra var D'Hauptsach från 1894). I januarinumret av tidskriften 1889 återfanns Anzengrubers humoristiska dikt, illustrerad av Thadeusz Rybkovski (1848-1926), om ett par i bondekläder som står konfunderade och förbryllade framför en stor målning. 

## Handling
Dikten är skriven på wienerdialekt och handlar om ett bondepar från landet som kommer till Wien för att hälsa på sin kusin. Den snälle kusinen tar med bönderna till ett konstgalleri vid Karsplatz. Knappt har de kommit in i andra rummet förrän de står framför en inte alltför vågad målning av en naken kvinna. Bondens fru blir utom sig vid en sådan skamlöshet och de stapplar in i nästa rum - bara för att finna sig omringade av en hoper nakenmålningar. Bondfrun deklarerar högljutt att hon aldrig skulle låta sig målas av naken, varpå bonden svarar att ingen skulle någonsin be henne om det! 
Dialogen mellan det gamla bondparet tilltalade uppenbarligen Strauss känsla för humor och han komponerade en Ländler-liknande melodi i tretakt till texten.

## Om verket
Speltiden är ca 42 sekunder plus minus några sekunder beroende på dirigentens musikaliska tolkning.

## Weblänkar
- Bauersleut' im Künstlerhaus i Naxos-utgåvan.